# Kosmolów
Kosmolów (też: Kosmołów) – wieś w Polsce, położona w województwie małopolskim, w powiecie olkuskim, w gminie Olkusz, przy drodze wojewódzkiej nr 773.
| SIMC    | Nazwa    | Rodzaj    |
| ------- | -------- | --------- |
| 0217923 | Na Dole  | część wsi |
| 0217930 | Na Górze | część wsi |
| 0217946 | Zalas    | część wsi |
| 0217952 | Zawsie   | część wsi |

W latach 1975–1998 wieś administracyjnie należała do województwa katowickiego.
Wieś znajduje się w odległości ok. 5–6 km na wschód od Olkusza. We wsi tej znajduje się kilka ciekawych zabytków m.in. słup milowy wstawiony przez króla Jana III Sobieskiego na znak odległości jednej mili (ok. 7 km) od olkuskiego rynku, kapliczka pod wezwaniem świętego Floriana, krzyż polny z XVII w. We wsi znajduje się również remiza OSP (Dom Strażaka).